# 古爾氏駝背脂鯉
古爾氏駝背脂鯉（学名：Cyphocharax gouldingi），為輻鰭魚綱脂鯉目脂鯉亞目無齒脂鯉科的其中一個種，分布於南美洲巴西Amapa、Capim、托坎廷斯河、鑫谷河流域，體長可達8.7公分，棲息在河川底中層水域，生活習性不明。